# Malawisch voetbalelftal (vrouwen)
Het Malawisch vrouwenvoetbalelftal is een voetbalteam dat Malawi vertegenwoordigt in internationale wedstrijden, zoals het Afrikaans kampioenschap.
Het team van Malawi speelde in 2002 zijn eerste wedstrijd tijdens het COSAFA Women's Championship. Tegen Zambia werd met 8-0 verloren. Dit is tevens het zwaarste verlies uit de geschiedenis van het land. Malawi heeft zich nog nooit voor een groot internationaal toernooi gekwalificeerd. Wel nam het deel aan bijna elke editie van de COSAFA Women's Championship, waarin het in 2020 zijn beste toernooi beleefde met een derde plaats.
De bijnaam van de ploeg is "The Scorchers", wat naar het Nederlands te vertalen is als "De schroeiers". Tot 2020 stonden zij bekend onder de bijnaam "She-Flames", voordat werd besloten om af te wijken van de vrouwelijke versie van de bijnaam van de mannelijke ploeg. Het land speelt zijn thuiswedstrijden in het Bingu Nationaal Stadion.

## Prestaties op eindronden

### Wereldkampioenschap
| Jaar   | Resultaat           | Wed                 | W                   | G                   | V                   | DV                  | DT                  |
| ------ | ------------------- | ------------------- | ------------------- | ------------------- | ------------------- | ------------------- | ------------------- |
| 1991   | Niet deelgenomen    | Niet deelgenomen    | Niet deelgenomen    | Niet deelgenomen    | Niet deelgenomen    | Niet deelgenomen    | Niet deelgenomen    |
| 1995   | Niet deelgenomen    | Niet deelgenomen    | Niet deelgenomen    | Niet deelgenomen    | Niet deelgenomen    | Niet deelgenomen    | Niet deelgenomen    |
| 1999   | Niet deelgenomen    | Niet deelgenomen    | Niet deelgenomen    | Niet deelgenomen    | Niet deelgenomen    | Niet deelgenomen    | Niet deelgenomen    |
| 2003   | Niet deelgenomen    | Niet deelgenomen    | Niet deelgenomen    | Niet deelgenomen    | Niet deelgenomen    | Niet deelgenomen    | Niet deelgenomen    |
| 2007   | Niet gekwalificeerd | Niet gekwalificeerd | Niet gekwalificeerd | Niet gekwalificeerd | Niet gekwalificeerd | Niet gekwalificeerd | Niet gekwalificeerd |
| 2011   | Niet deelgenomen    | Niet deelgenomen    | Niet deelgenomen    | Niet deelgenomen    | Niet deelgenomen    | Niet deelgenomen    | Niet deelgenomen    |
| 2015   | Niet deelgenomen    | Niet deelgenomen    | Niet deelgenomen    | Niet deelgenomen    | Niet deelgenomen    | Niet deelgenomen    | Niet deelgenomen    |
| 2019   | Niet deelgenomen    | Niet deelgenomen    | Niet deelgenomen    | Niet deelgenomen    | Niet deelgenomen    | Niet deelgenomen    | Niet deelgenomen    |
| 2023   | Niet gekwalificeerd | Niet gekwalificeerd | Niet gekwalificeerd | Niet gekwalificeerd | Niet gekwalificeerd | Niet gekwalificeerd | Niet gekwalificeerd |
| Totaal | 0/9                 | 0                   | 0                   | 0                   | 0                   | 0                   | 0                   |

### Olympische Spelen
| Jaar   | Resultaat           | Wed                 | W                   | G                   | V                   | DV                  | DT                  |
| ------ | ------------------- | ------------------- | ------------------- | ------------------- | ------------------- | ------------------- | ------------------- |
| 1996   | Niet deelgenomen    | Niet deelgenomen    | Niet deelgenomen    | Niet deelgenomen    | Niet deelgenomen    | Niet deelgenomen    | Niet deelgenomen    |
| 2000   | Niet deelgenomen    | Niet deelgenomen    | Niet deelgenomen    | Niet deelgenomen    | Niet deelgenomen    | Niet deelgenomen    | Niet deelgenomen    |
| 2004   | Niet deelgenomen    | Niet deelgenomen    | Niet deelgenomen    | Niet deelgenomen    | Niet deelgenomen    | Niet deelgenomen    | Niet deelgenomen    |
| 2008   | Niet gekwalificeerd | Niet gekwalificeerd | Niet gekwalificeerd | Niet gekwalificeerd | Niet gekwalificeerd | Niet gekwalificeerd | Niet gekwalificeerd |
| 2012   | Niet deelgenomen    | Niet deelgenomen    | Niet deelgenomen    | Niet deelgenomen    | Niet deelgenomen    | Niet deelgenomen    | Niet deelgenomen    |
| 2016   | Niet deelgenomen    | Niet deelgenomen    | Niet deelgenomen    | Niet deelgenomen    | Niet deelgenomen    | Niet deelgenomen    | Niet deelgenomen    |
| 2020   | Niet deelgenomen    | Niet deelgenomen    | Niet deelgenomen    | Niet deelgenomen    | Niet deelgenomen    | Niet deelgenomen    | Niet deelgenomen    |
| 2024   | Nog te bepalen      | Nog te bepalen      | Nog te bepalen      | Nog te bepalen      | Nog te bepalen      | Nog te bepalen      | Nog te bepalen      |
| Totaal | 0/8                 | 0                   | 0                   | 0                   | 0                   | 0                   | 0                   |

### Afrikaans kampioenschap
| Jaar   | Resultaat           | Wed                 | W                   | G                   | V                   | DV                  | DT                  |
| ------ | ------------------- | ------------------- | ------------------- | ------------------- | ------------------- | ------------------- | ------------------- |
| 1991   | Niet deelgenomen    | Niet deelgenomen    | Niet deelgenomen    | Niet deelgenomen    | Niet deelgenomen    | Niet deelgenomen    | Niet deelgenomen    |
| 1995   | Niet deelgenomen    | Niet deelgenomen    | Niet deelgenomen    | Niet deelgenomen    | Niet deelgenomen    | Niet deelgenomen    | Niet deelgenomen    |
| 1998   | Niet deelgenomen    | Niet deelgenomen    | Niet deelgenomen    | Niet deelgenomen    | Niet deelgenomen    | Niet deelgenomen    | Niet deelgenomen    |
| 2000   | Niet deelgenomen    | Niet deelgenomen    | Niet deelgenomen    | Niet deelgenomen    | Niet deelgenomen    | Niet deelgenomen    | Niet deelgenomen    |
| 2002   | Niet deelgenomen    | Niet deelgenomen    | Niet deelgenomen    | Niet deelgenomen    | Niet deelgenomen    | Niet deelgenomen    | Niet deelgenomen    |
| 2004   | Niet gekwalificeerd | Niet gekwalificeerd | Niet gekwalificeerd | Niet gekwalificeerd | Niet gekwalificeerd | Niet gekwalificeerd | Niet gekwalificeerd |
| 2006   | Niet gekwalificeerd | Niet gekwalificeerd | Niet gekwalificeerd | Niet gekwalificeerd | Niet gekwalificeerd | Niet gekwalificeerd | Niet gekwalificeerd |
| 2008   | Niet deelgenomen    | Niet deelgenomen    | Niet deelgenomen    | Niet deelgenomen    | Niet deelgenomen    | Niet deelgenomen    | Niet deelgenomen    |
| 2010   | Niet deelgenomen    | Niet deelgenomen    | Niet deelgenomen    | Niet deelgenomen    | Niet deelgenomen    | Niet deelgenomen    | Niet deelgenomen    |
| 2012   | Niet gekwalificeerd | Niet gekwalificeerd | Niet gekwalificeerd | Niet gekwalificeerd | Niet gekwalificeerd | Niet gekwalificeerd | Niet gekwalificeerd |
| 2014   | Niet deelgenomen    | Niet deelgenomen    | Niet deelgenomen    | Niet deelgenomen    | Niet deelgenomen    | Niet deelgenomen    | Niet deelgenomen    |
| 2016   | Niet deelgenomen    | Niet deelgenomen    | Niet deelgenomen    | Niet deelgenomen    | Niet deelgenomen    | Niet deelgenomen    | Niet deelgenomen    |
| 2018   |                     |                     |                     |                     |                     |                     |                     |
| 2022   | Niet gekwalificeerd | Niet gekwalificeerd | Niet gekwalificeerd | Niet gekwalificeerd | Niet gekwalificeerd | Niet gekwalificeerd | Niet gekwalificeerd |
| Totaal | 0/14                | 0                   | 0                   | 0                   | 0                   | 0                   | 0                   |

### Afrikaanse Spelen
| Jaar   | Resultaat        | Wed              | W                | G                | V                | DV               | DT               |
| ------ | ---------------- | ---------------- | ---------------- | ---------------- | ---------------- | ---------------- | ---------------- |
| 2003   | Niet deelgenomen | Niet deelgenomen | Niet deelgenomen | Niet deelgenomen | Niet deelgenomen | Niet deelgenomen | Niet deelgenomen |
| 2007   | Niet deelgenomen | Niet deelgenomen | Niet deelgenomen | Niet deelgenomen | Niet deelgenomen | Niet deelgenomen | Niet deelgenomen |
| 2011   | Niet deelgenomen | Niet deelgenomen | Niet deelgenomen | Niet deelgenomen | Niet deelgenomen | Niet deelgenomen | Niet deelgenomen |
| 2015   | Niet deelgenomen | Niet deelgenomen | Niet deelgenomen | Niet deelgenomen | Niet deelgenomen | Niet deelgenomen | Niet deelgenomen |
| 2019   | Niet deelgenomen | Niet deelgenomen | Niet deelgenomen | Niet deelgenomen | Niet deelgenomen | Niet deelgenomen | Niet deelgenomen |
| 2023   | Nog te bepalen   | Nog te bepalen   | Nog te bepalen   | Nog te bepalen   | Nog te bepalen   | Nog te bepalen   | Nog te bepalen   |
| Totaal | 0/6              | 0                | 0                | 0                | 0                | 0                | 0                |

## FIFA-wereldranglijst
Betreft klassering aan het einde van het jaar
| 2006 | 2007 | 2011 | 2012 | 2013 | 2015 | 2016 | 2017 | 2018 | 2019 | 2020 | 2021 | 2022 |
| ---- | ---- | ---- | ---- | ---- | ---- | ---- | ---- | ---- | ---- | ---- | ---- | ---- |
| 123  | 128  | 134  | 127  | 120  | 134  | 123  | 110  | 144  | 141  | 130  | 153  | 158  |

## Selecties

### Huidige selectie
Deze spelers werden geselecteerd voor het COSAFA Women's Championship 2022 in september 2022.
| Doel                        |                       |                            |
|                             | Martha Banda          | Nyasa Big Bullets Women    |
|                             | Ruth Mhango           | DD Sunshine                |
|                             | Mercy Sikelo          | Ntopwa Super Queens        |
| Verdediging                 |                       |                            |
|                             | Emily Jossam          | Nyasa Big Bullets Women    |
|                             | Fatsireni Kazembe     | Civil Service United Women |
|                             | Ireen Khumalo         | Ascent Academy             |
|                             | Chimwemwe Madise      | Lusaka Dynamos FC          |
|                             | Benardetta Mkandawire | Nyasa Big Bullets Women    |
|                             | Patricia Nyirenda     | Lusaka Dynamos FC          |
|                             | Ruth Nyirongo         | DD Sunshine                |
| Middenveld                  |                       |                            |
|                             | Chikondi Gondwe       | CY Sisters                 |
|                             | Mphatso Gondwe        | DD Sunshine                |
|                             | Jessie Joseph         | Civil Service United Women |
|                             | Rose Kabzele          | Ascent Academy             |
|                             | Wezzie Mvula          | DD Sunshine                |
|                             | Madyina Nguluwe       | DD Sunshine                |
| Aanval                      |                       |                            |
|                             | Mary Chavinda         | Nyasa Big Bullets Women    |
|                             | Vanesa Chikupira      | Nyasa Big Bullets Women    |
|                             | Fazila Chiyembekeza   | Rivers Angels FC           |
|                             | Asimenye Simwaka      | Topik                      |
|                             | Sabinah Thom          | Simba SC                   |
| Bondscoach: McNebert Kazuwa |                       |                            |